# Río Pisqui
El río Pisqui es un cuerpo de agua que discurre por el departamento de Loreto, al noreste del Perú. Su origen proviene de la cordillera Azul y desemboca en el río Ucayali.

## Descripción

### Recorrido
Es un río que nace dentro de la Cordillera Azul dentro del parque nacional homónimo, y discurre entre los límites de los distritos de Pampa Hermosa y Contamana en la provincia de Ucayali, al sur del departamento de Loreto.

### Presencia indígena
En la rivera de Pisqui habitaban mayoritariamente los shipibo-conibos, quienes fundaron el pueblo de San Luis de Charasmana por conflictos con otros pueblos amerindios cercanos en 1808, dicho pueblo fue el antepasado directo de la ciudad de Contamana. En la actualidad la cuenca del río Pisqui sigue siendo el hábitat de varias culturas indígenas.